# Zespół Szkół Ogólnokształcących nr 1 w Bytomiu

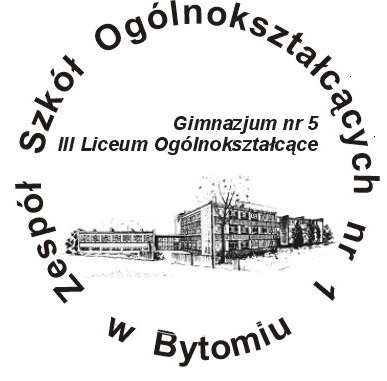
Logo szkoły

Zespół Szkół Ogólnokształcących nr 1 w Bytomiu – zespół szkół skupiający Gimnazjum nr 5 oraz III Liceum Ogólnokształcące, znajdujący się przy ul. Arki Bożka 21 w Bytomiu. Patronem szkoły jest Piotr Miętkiewicz, nauczyciel, prezydent Bytomia w latach 50.
Grono pedagogiczne w roku szkolnym 2013/2014 liczyło 45 nauczycieli.

## Historia

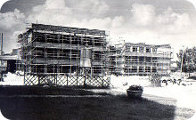
Budowa szkoły

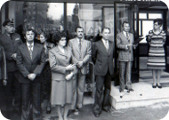
Otwarcie szkoły

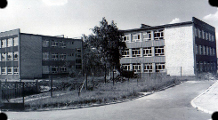
Szkoła

Historia powstania Zespołu Szkół Ogólnokształcących nr 1 sięga połowy lat siedemdziesiątych. Początkowo, od 25 sierpnia 1975 istniała tylko Szkoła Podstawowa nr 53, do której uczyły się przeważnie dzieci górników pobliskiej kopalni Rozbark. W latach dziewięćdziesiątych przyłączono III Liceum Ogólnokształcące, tworząc tym samym Zespół Szkół Ogólnokształcących nr 1.
Wyniku reformy oświaty z 1999 roku w ramach Zespołu Szkół Ogólnokształcących nr 1 rozpoczęło działalność Gimnazjum nr 5. Szkoła Podstawowa nr 53 działała aż do wygaszenia w roku 2005. W 2012 roku władze miejskie podjęły decyzję o wygaszeniu III Liceum Ogólnokształcącego co nastąpi ostatecznie w 2014.
Szkoła posiadała bazę sportową (m.in. basen pływacki), oraz nauczycieli-instruktorów, dzięki czemu uczniowie odnosili sukcesy w pływaniu i lekkiej atletyce, zarówno na terenie miasta, jak i województwa. Od 1975 roku w placówce działa Szkolny Klub Sportowy oraz Klub Pływacki Neptun. Od 2005 roku w szkole działa klasa sportowa o profilu piłka nożna, prowadzona przez trenerów Polonii Bytom.
Szkoła była miejscem kilku wystaw: Z dziejów Bytomia, zorganizowanej w 1996 roku przez mgr Annę Kopacz i mgr Leszka Gasiulewicza, przy współpracy Muzeum Górnośląskiego, Towarzystwa Miłośników Bytomia, uczniów i rodziców oraz Zespół przyrodniczo-krajobrazowy „Żabie Doły” z 1997 roku.

## Projekty szkoły oraz współpraca zagraniczna
Szkoła aktywnie współpracuje z zagranicą w ramach projektów „Socrates-Comenius”, „Socrates-Arion”, „Intercontact”, „Calibrate” i „Deutsche Minderheiten in Europa”. Reprezentanci uczestniczyli w wyjazdach do NRD (Wirtembergia, lata 80.), Niemiec (Berlin 2000 r., Ravensburg 2009 r.), Belgii (Bruksela 2001 r.), na Węgry (Kazincbarcika 2001 i 2002 r.) i do Słowenii (2007 r.). Od 2002 roku placówka uczestniczy w akcjach Centrum Edukacji Obywatelskiej „Szkoła z Klasą” oraz „Szkoła Ucząca się”, natomiast od 2010 roku w projekcie „e-Akademia Przyszłości”.

### e-Akademia Przyszłości
E-Akademia Przyszłości to ponadregionalny program rozwijania kompetencji kluczowych ze szczególnym uwzględnieniem nauk matematyczno-przyrodniczych, technologii informacyjno-komunikacyjnych (ICT), języków obcych i przedsiębiorczości. Szkoła zakwalifikowała się do projektu jako jedyna placówka z Bytomia, jedna z 21 z województwa i jako jedna z 200 z całej Polski.

### MultiDeutsch
Od roku szkolnego 2012/2013 szkoła oferuje podjęcie nauki w klasie objętej programem „MultiDeutsch”. Klasa z poszerzonym programem nauczania języka niemieckiego funkcjonuje na podstawie trzyletniego, autorskiego programu nauczania języka niemieckiego, który umożliwia uzyskanie międzynarodowego certyfikatu potwierdzającego znajomość języka na poziomie B1- Zertifikat Deutsch für Jugendliche.
„MultiDeutsch”, prowadzony pod patronatem Instytutu Goethego, obejmuje naukę języka m.in. za pomocą podręcznika, tablicy interaktywnej, platformy edukacyjnej, wyjazdów zagranicznych czy adaptacyjnych obózów językowych.

### redaction-D
Od września 2009 roku szkoła jest partnerem Instytutu Goethego w programie pilotażowym redaktion-D. Jest to projekt nauki języka niemieckiego za pomocą komputera i internetu, rozszerzający minimum programowe o treści kulturoznawcze oraz realioznawcze. Dzięki temu uczniowie poznają zarówno niezbędne zagadnienia gramatyczno-leksykalne, jak i poszerzą swą wiedzę o wiadomości dotyczące kultury Niemiec, mogą osłuchać się z autentycznym językiem oraz wykorzystać nabyte umiejętności językowe w ćwiczeniach na komputerze.

### Szkoła z Klasą 2.0
Od września 2011 r. szkoła przystąpiła do ogólnopolskiego programu „Szkoła z klasą 2.0”. Program prowadzony jest przez Centrum Edukacji Obywatelskiej i Gazetę Wyborczą przy wsparciu Polsko-Amerykańskiej Fundacji Wolności i Fundacji Agora. Ma on na celu wypracowanie zasad korzystania z nowoczesnych technologii informacyjno-komunikacyjnych (TIK) w edukacji. Ponadto autorzy programu zachęcają nauczycieli do pracy z uczniami metodą projektów edukacyjnych z wykorzystaniem TIK i promowania Szkolnego Kodeksu 2.0. Program pomaga rozwijać umiejętności samodzielnego myślenia, odpowiedzialnego korzystania ze źródeł i wykorzystywania wiedzy w praktyce.

### Das Bild der Anderen
Das Bild der Anderen to międzynarodowy projekt, którego celem jest motywowanie uczniów do pisania w zagranicznych pismach językowych.

## Dyrektorzy szkoły
- Iwona Wanda Grygiel (od 2004 r.)[4]
- Andrzej Lukosek (1996-2004)[4]
- Weronika Warczok (1990-1996)[4]
- Ludwik Wołoszczuk (1984-1990)[4]
- Anna Owcarz (1975-1984)[4]

## Biblioteka szkolna

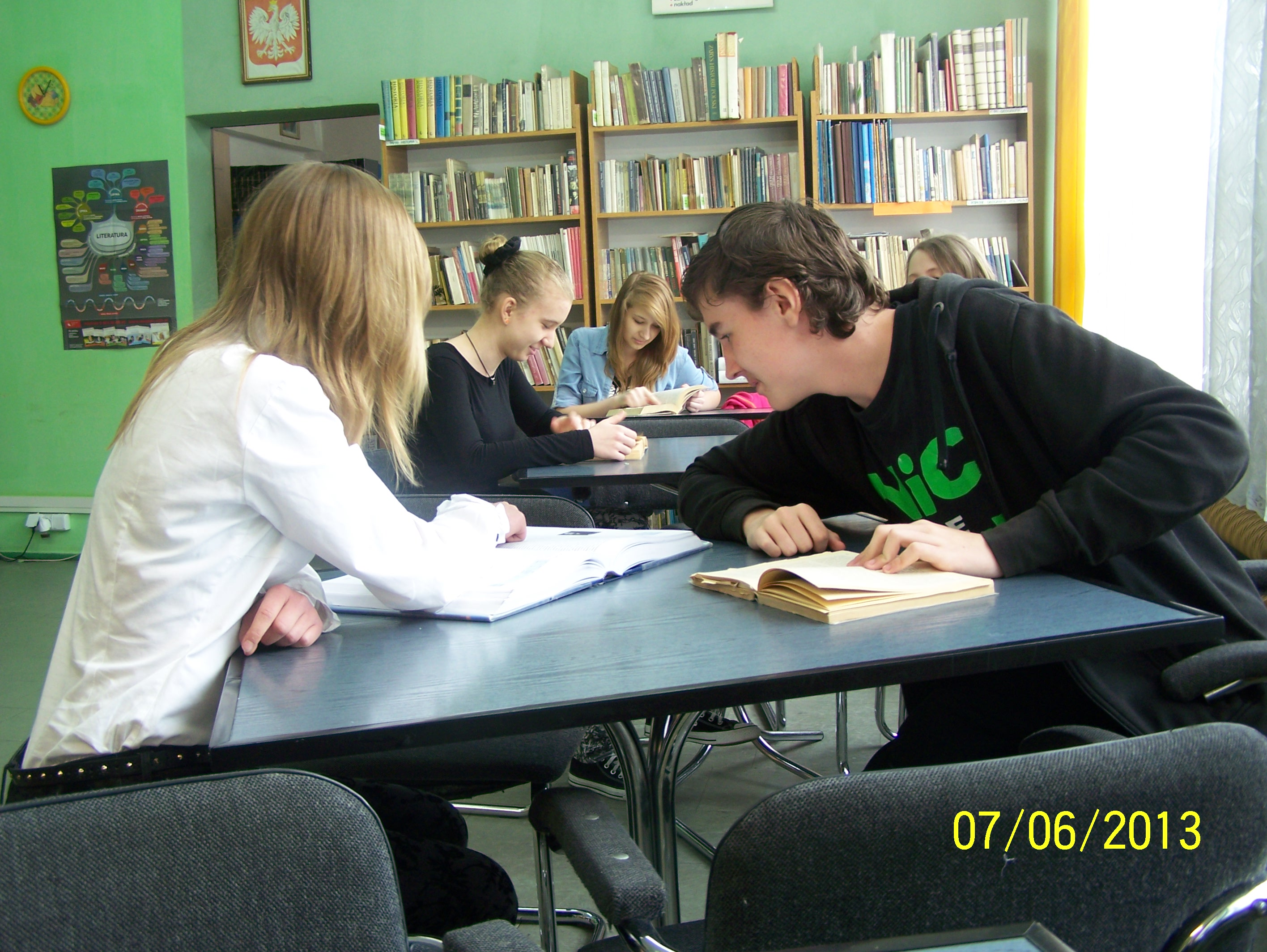
Biblioteka zajęcia

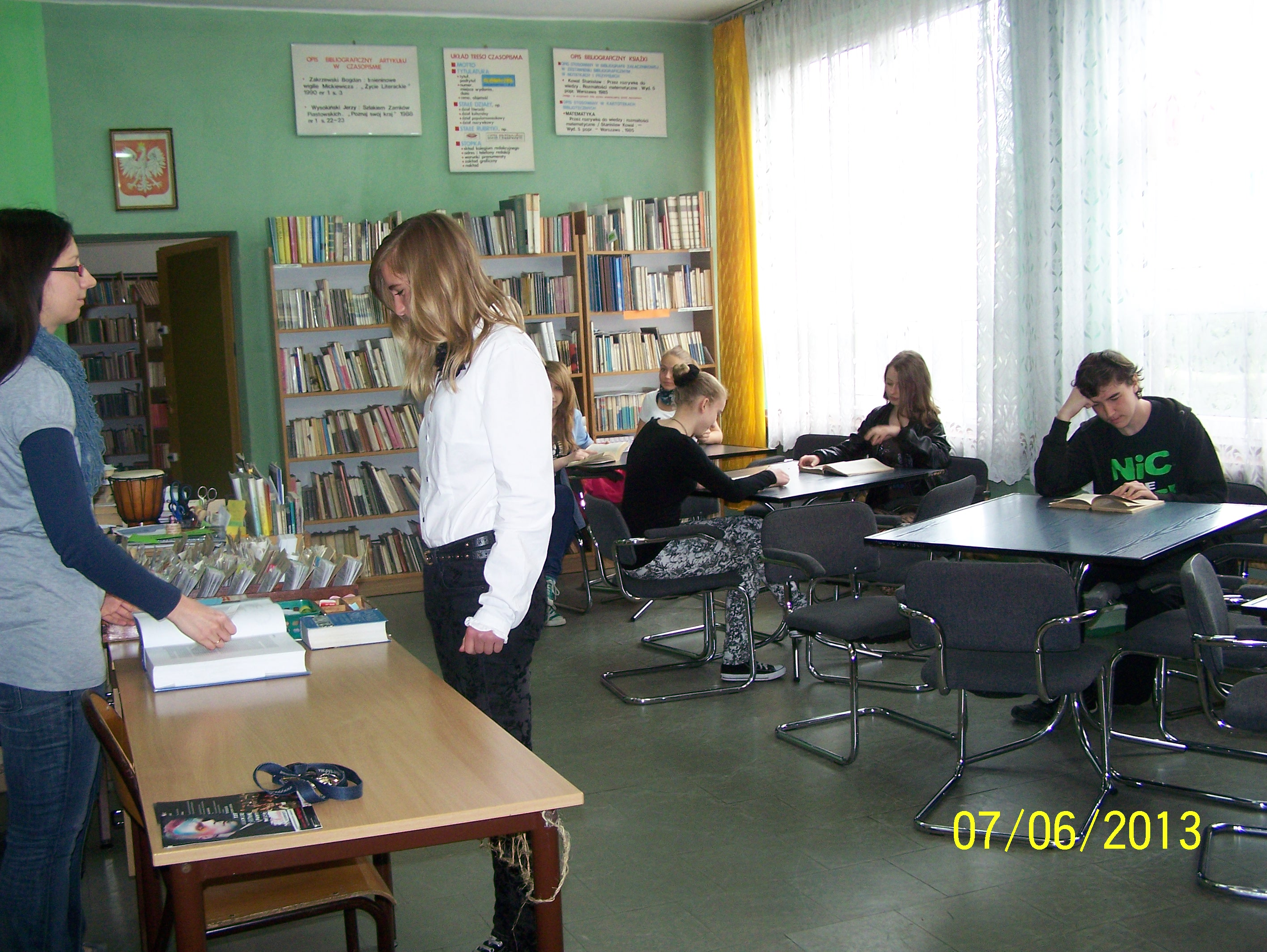
Biblioteka

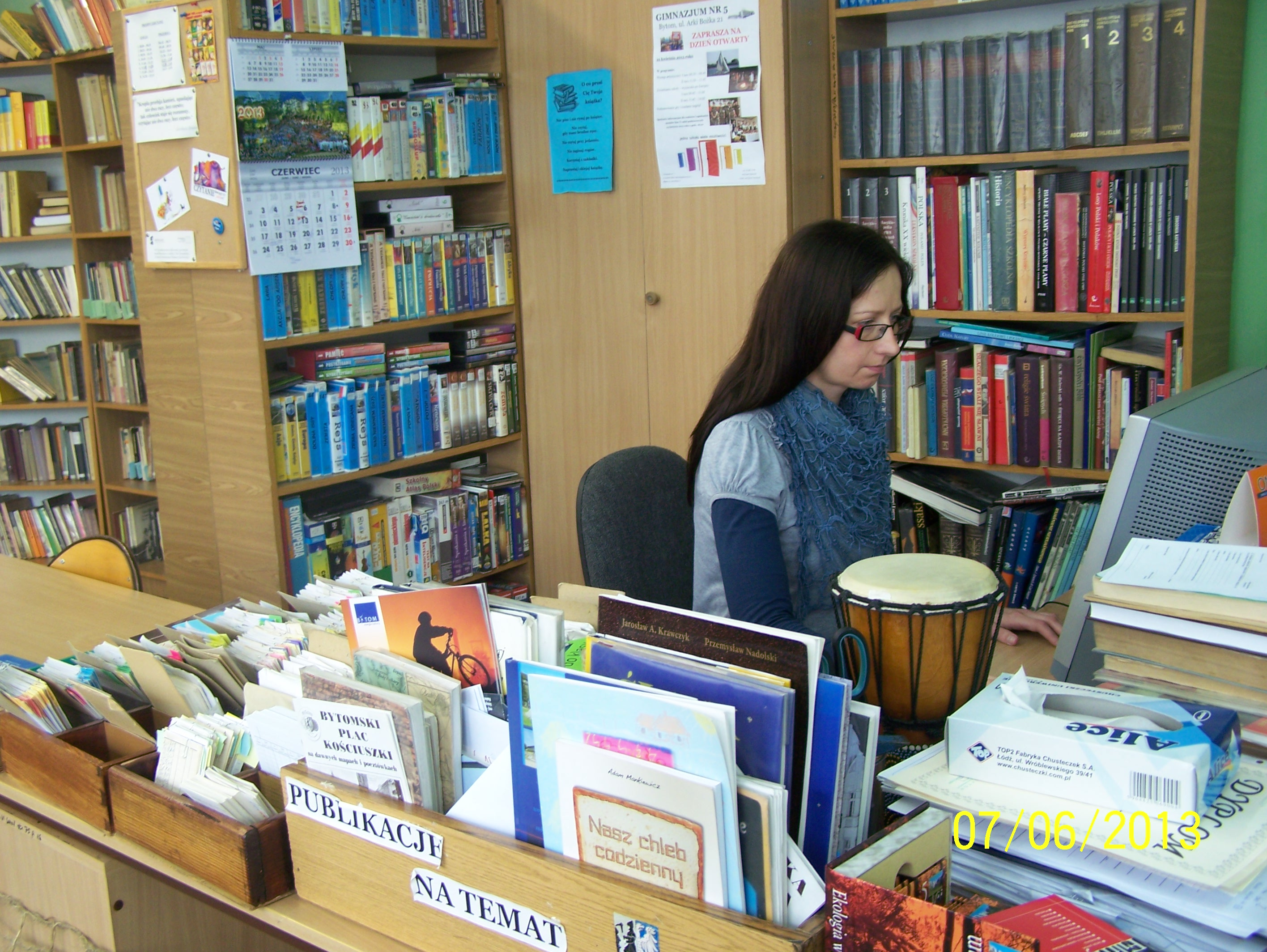
mgr Magdalena Bober- nauczyciel bibliotekarz

Biblioteka szkolna jest ośrodkiem informacji dla nauczycieli, ośrodkiem edukacji czytelniczej i informacyjnej uczniów. Realizuje zadania w zakresie gromadzenia, opracowywania i udostępniania zbiorów, udziela pomocy w codziennej pracy dydaktyczno-wychowawczej, dokształcaniu i doskonaleniu oraz pracy twórczej. Gromadzi odpowiednie do tych zadań materiały, informując o nich i udostępniając je. Z biblioteki szkolnej mogą korzystać uczniowie i ich rodzice, nauczyciele, pracownicy szkoły oraz mieszkańcy pobliskiego osiedla.

## Świetlica i kuchnia szkolna

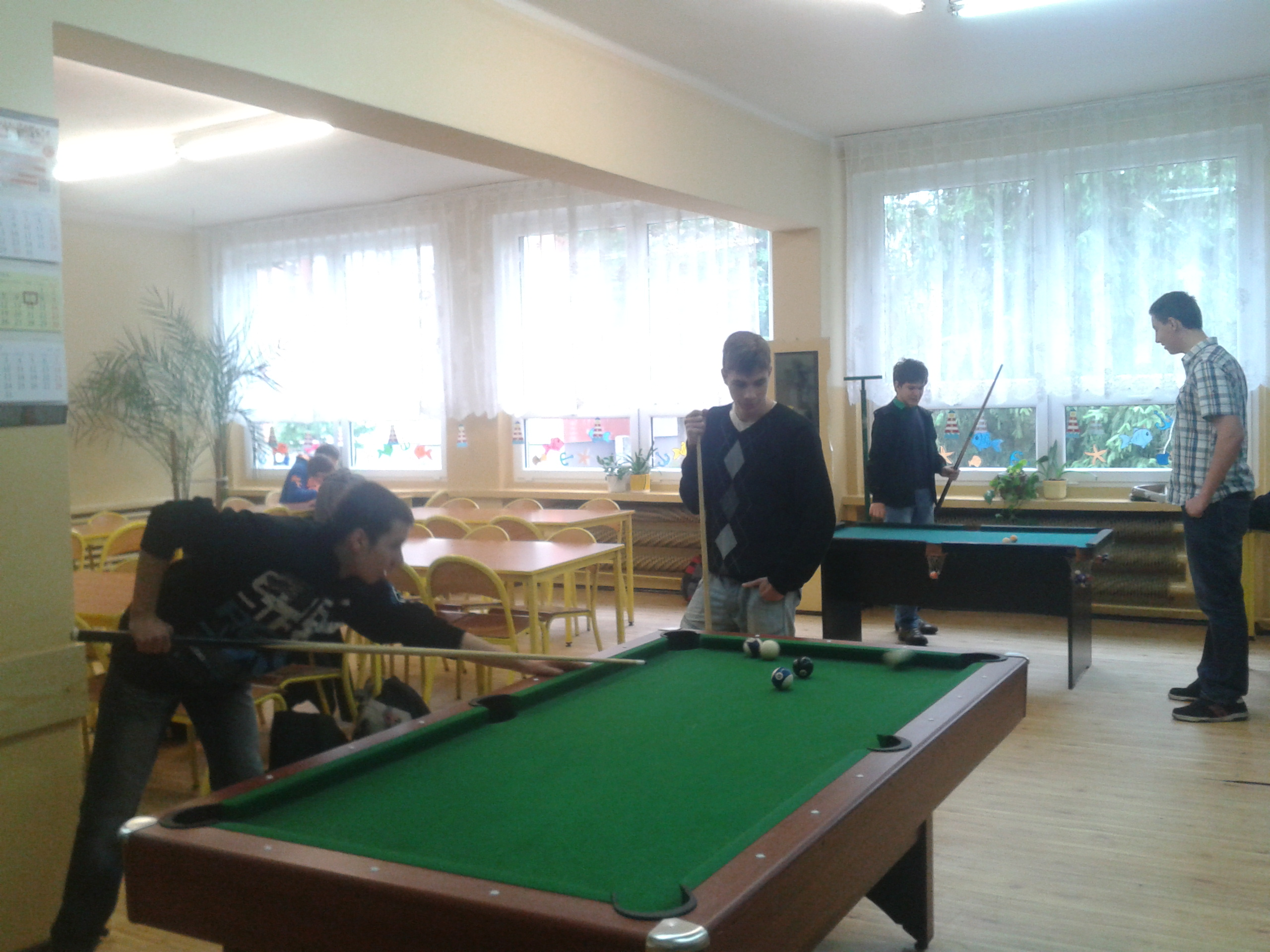
Świetlica bilard

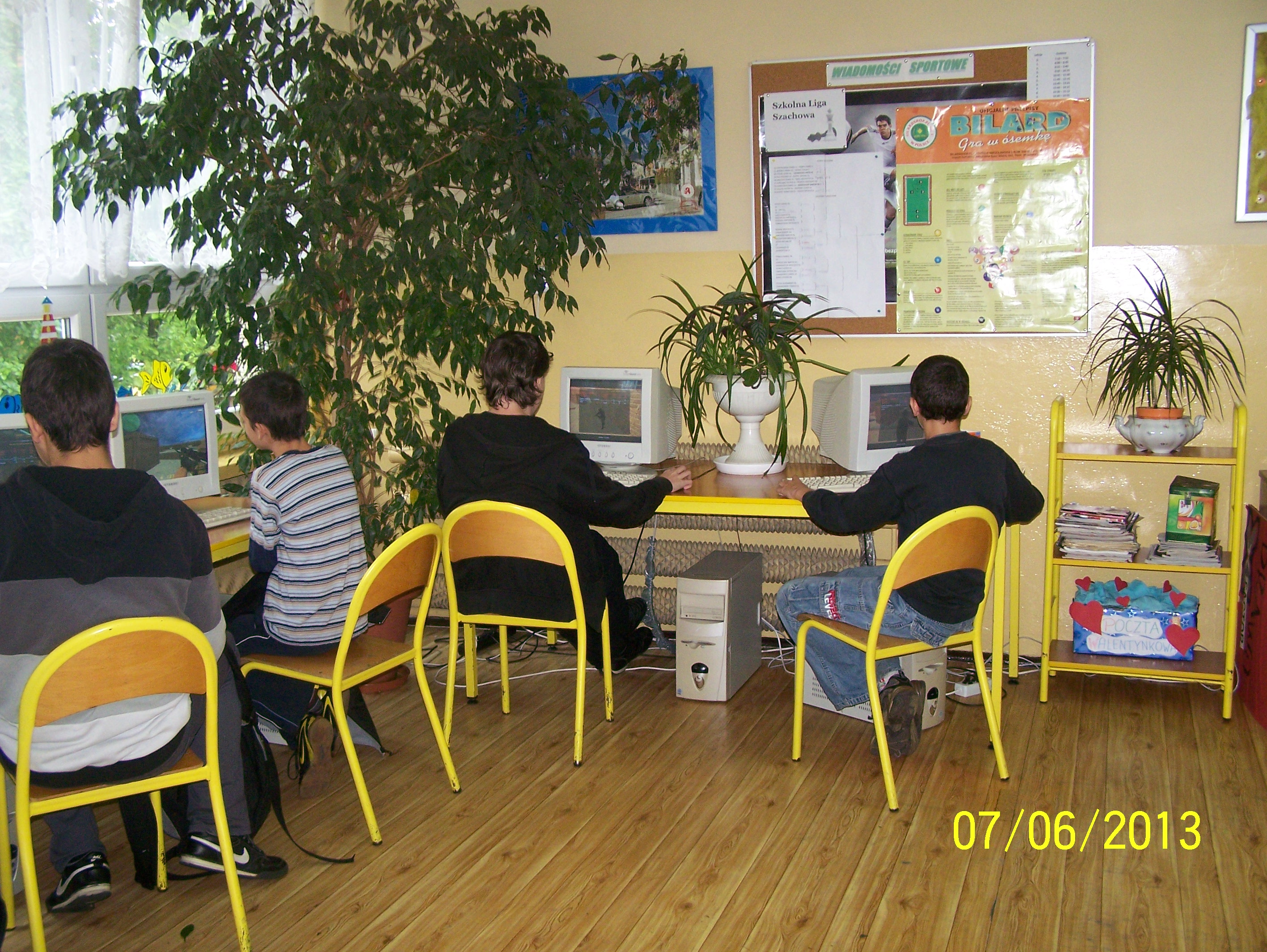
Świetlica komputery

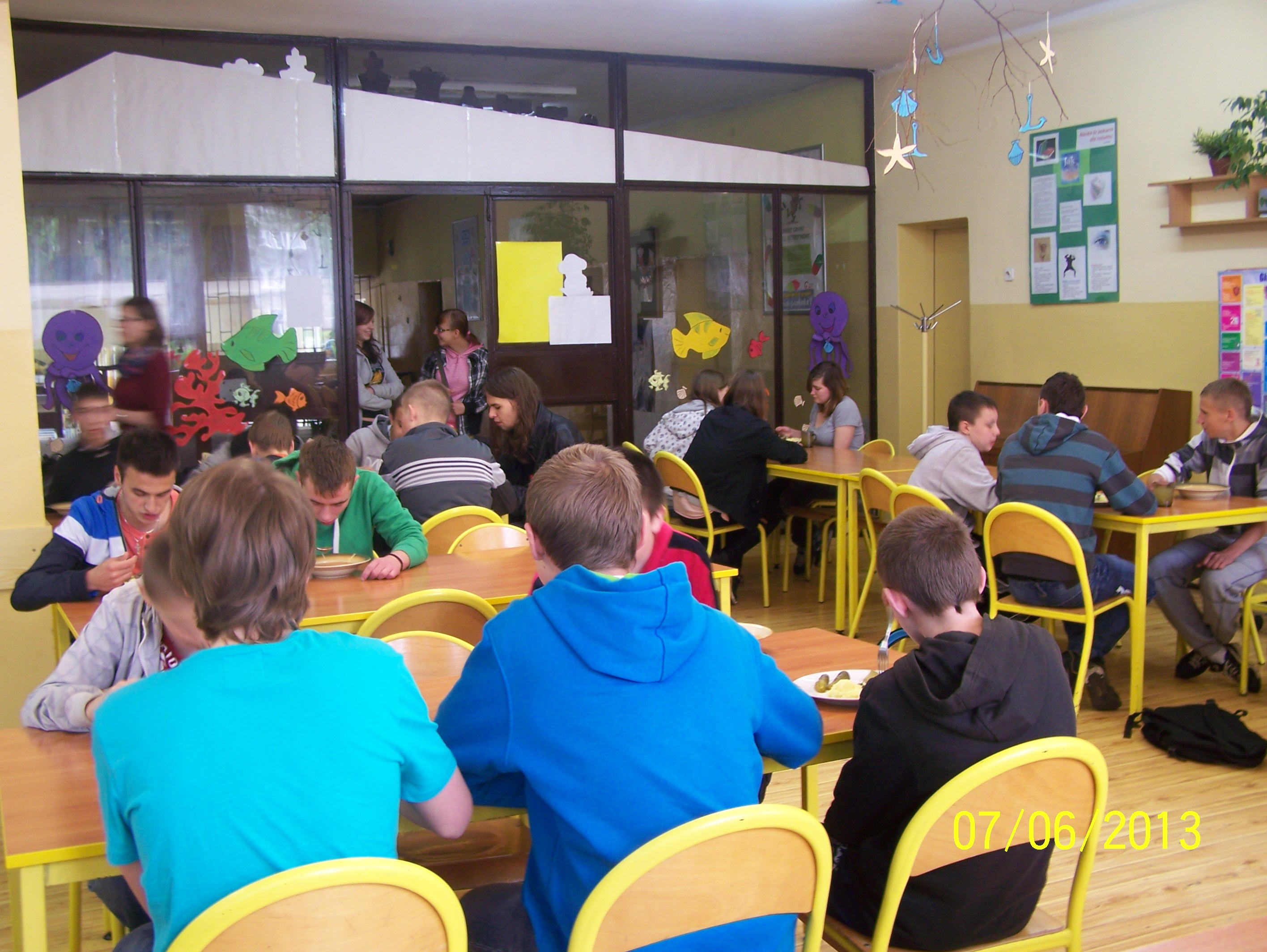
Pora obiadowa w ZSO 1

Świetlica szkolna działająca przy ZSO nr 1 w Bytomiu stanowi integralną część szkoły. Realizuje zadania wynikające z Programu Wychowawczego Szkoły oraz Programy Profilaktyki. Czynna jest codziennie w godz. 8.00 – 16.00. Świetlica dysponuje salą, która służy do prowadzenia zajęć dydaktyczno-wychowawczych. Sala wyposażona jest w niezbędny sprzęt, zestaw komputerowy, urządzenia audiowizualne, gry stolikowe i materiały do zajęć plastycznych.
Przy świetlicy szkolnej funkcjonuje kuchnia, która wydaje dziennie około 100 obiadów, cieszących się zainteresowaniem ze strony uczniów i nauczycieli.

## Sukcesy uczniów
Rok szkolny 2012/2013
- 13.06.2013 r. klasa 1a (MultiDeutsch) Ogólnopolski Program Edukacyjny „Żyj smacznie i zdrowo” – wyróżnienie
- 29.09.2012 r. Karolina Grzegorzewicz VI Turniej Szkół Województwa Śląskiego w Brydżu Sportowym – III miejsce
- 14.09.2012 r. Kinga Kobińska XV Międzynarodowy Festiwal Rysowania – wyróżnienie[11]

Rok szkolny 2011/2012
- 22.03.2012 r. Karolina Grzegorzewicz Wojewódzki Konkurs Plastyczny „Kalejdoskop mody” – wyróżnienie
- 5.03.2012 r. Maciej Borówka Wojewódzki Konkurs Przedmiotowy z Chemii – laureat
- 23.02.2012 r. Maciej Borówka Wojewódzki Konkurs Przedmiotowy z Matematyki – laureat
- 23.09.2011 r. Nadia Czudaj III miejsce w XIV Międzynarodowym Festiwalu Rysowania[11]

Rok szkolny 2010/2011
- 4.06.2011 r. klasa piłkarska I miejsce w 28.Międzynarodowym Turnieju Piłkarskim BouwMaat (Holandia)[11]

## Wybitni absolwenci
- Izabela Weinhold – brydżystka[12]
- Jakub Świrczok – piłkarz[13]